# ساندیا (آگدر)
ساندیا (به لاتین: Sandøya) یک جزیره در نروژ است که در تودهستران واقع شده‌است. ساندیا ۱۹۴ نفر جمعیت دارد.